# Вулька-Лубковська
Вулька-Лубковська (пол. Wólka Łubkowska) — село в Польщі, у гміні Понятова Опольського повіту Люблінського воєводства.
Населення — 64 особи (2011).

## Демографія
Демографічна структура станом на 31 березня 2011 року:
|          | Загалом | Допрацездатний вік | Працездатний вік | Постпрацездатний вік |
| -------- | ------- | ------------------ | ---------------- | -------------------- |
| Чоловіки | 32      | 5                  | 23               | 4                    |
| Жінки    | 32      | 8                  | 16               | 8                    |
| Разом    | 64      | 13                 | 39               | 12                   |